# Gmina Lubenia
Die Gmina Lubenia ist eine Landgemeinde im Powiat Rzeszowski der Woiwodschaft Karpatenvorland in Polen. Ihr Sitz ist das gleichnamige Dorf mit etwa 2400 Einwohnern.

## Gliederung
Zur Landgemeinde (gmina wiejska) Lubenia gehören die Dörfer
- Lubenia
- Siedliska
- Sołonka und
- Straszydle

mit jeweils einem Schulzenamt (sołectwo).